# مبدأ التراكب

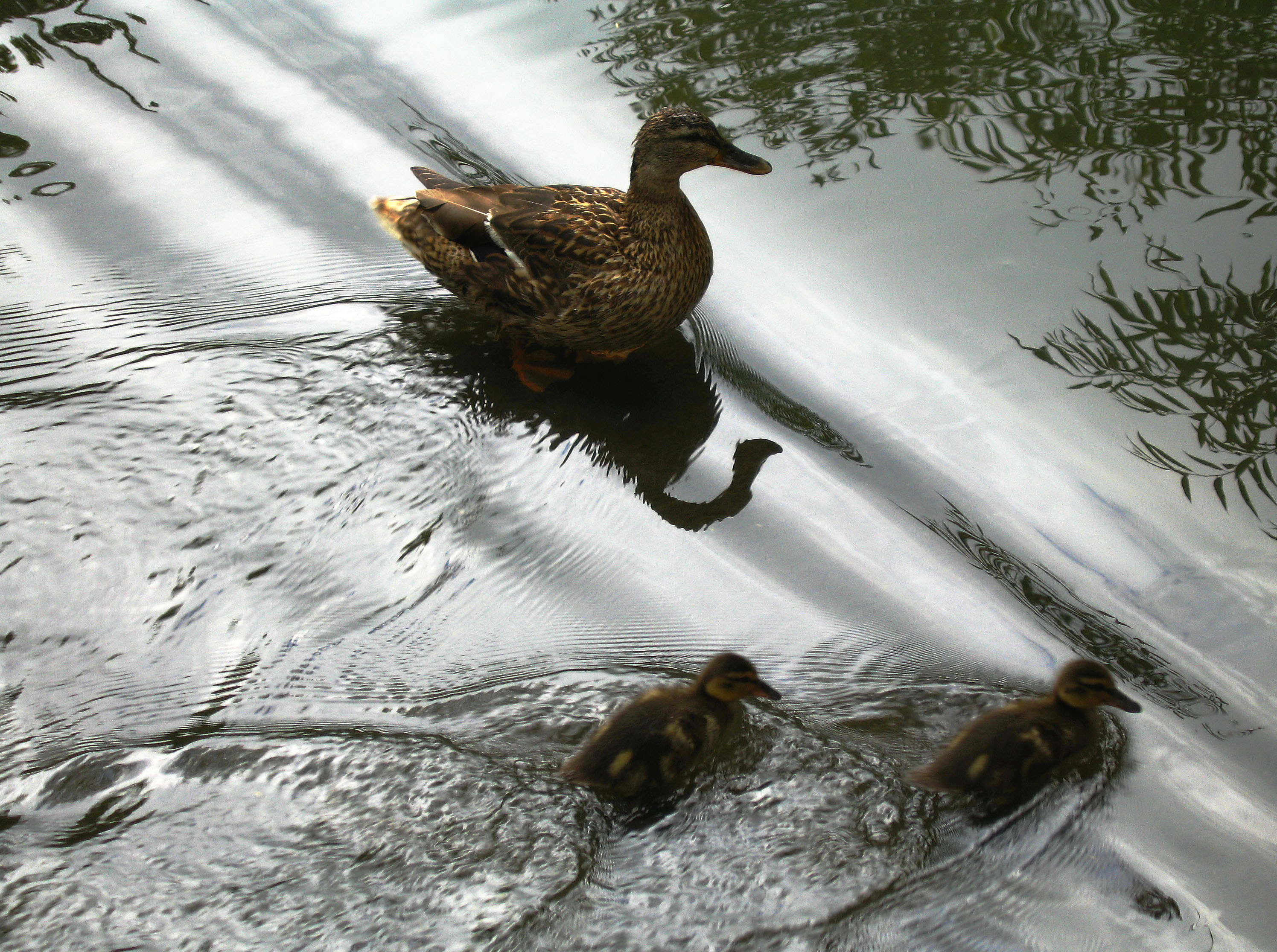
تراكب موجات مستوية (عرضية) وموجات ناشئة عن حركة البط في الماء.

مبدأ التراكب في الفيزياء ينص على أنه في جميع الأنظمة الخطية تكون محصلة تأثيرين أو أكثر عبارة عن مجموع التأثيرين. فإذا كان التأثير A يُنتج الناتج X والتأثير B يُنتج الناتج Y فإن التأثيرين (A + B) ينتجان الناتج (X + Y).
التراكب هو أحد الشروط الضرورية لاعتبار دالة ما «دالة خطية». ومن خواص الدالة الخطية أنها تفي بخاصية التراكب بالجمع، وأن تكون أيضا متجانسة من الدرجة الأولى (يجري عليها الضرب المعتاد scalar multiplication وتعرف بالمعادلة:
{\displaystyle F(x_{1}+x_{2}+\cdots )=F(x_{1})+F(x_{2})+\cdots } (تراكب)
{\displaystyle F(ax)=aF(x)}
يطبق مبدأ التراكب في الموجات الكهرومغناطيسية وفي البصريات وفي تقنية الاتصالات وفي جمع القوى في الميكانيكا الكلاسيكية وفي الحالات الكمومية في ميكانيكا الكم.

## رياضيا
يمكن تمثيل التراكب بدالة خطية:
{\displaystyle x(t)=\sum _{i=1}^{n}{\alpha _{i}x_{i}(t)}}
حيث يعني الجمع أن دالات أو كميات {\displaystyle x_{i}(t)} من نفس النوع يمكن جمعها لتكوين كمية جديدة {\displaystyle x(t)}. ويعطي المعامل {\displaystyle \alpha _{i}} نسبة (تأثير) كل من الكميات المكونة لها.
ينطبق مبدأ التراكب على كثير من الأنظمة، وعلى المعادلات التفاضلية الخطية. فإذا كان لمعادلة تفاضلية خطية حلان {\displaystyle f_{1}} و{\displaystyle f_{2}} فيشكل مجموعهما أيضا حلا، أي أن {\displaystyle f_{1}+f_{2}} حلا للمعادلة.
وبصفة عامة:
"إذا كانت  {\displaystyle f_{1}} حتى {\displaystyle f_{n}} حلولا لمعادلة تفاضلية خطية، فيكون كل مجموع هذه الحلول أيضا حلا للمعادلة التفاضلية."

## تداخل الموجات
| combined waveform |                      |                     |
| wave 1            |                      |                     |
| wave 2            |                      |                     |
|                   | موجتان بفرق طور 180° | موجتان في نفس الطور |

يعني التراكب في علم الموجات تداخل موجات لها نفس طول الموجة. وتتغير في هذه الحالة قيمة مطال الموجة الناتجة. فعلى سبيل المثال عند تداخل عدة أمواج مائية أو عدة أمواج كهرومغناطيسية فإما أن تقوى بعضها أو تضعف محصلتها.

تداخل موجتين.

تتصف الدالة الموجية الناتجة {\displaystyle \Psi ({\vec {x}},t)} بالخاصية:
{\displaystyle \Psi ({\vec {x}},t)=\sum _{i=1}^{n}\Psi _{i}({\vec {x}},t)}
حيث:
{\displaystyle \Psi _{i}({\vec {x}},t)} الدوال الموجية للموجات الأصلية.

## في الميكانيكا الكلاسيكية

متوازي أضلاع القوى: السهم الأحمر هو محصلة القوتين F1 و F2.

تتراكب أيضا القوى الميكانيكية. وتسمى هذه الخاصية أحيانا «القانون الرابع لنيوتن».
صيغتها الرياضية كالآتي:
{\displaystyle {\vec {F}}=\sum _{i=1}^{n}{\vec {F}}_{i}}
هذه المعادلة تقول أن القوى المختلفة العاملة على أحد الأجسام يمكن اختصرها في «محصلة» تقوم مقامهم.
مثال على ذلك نجده في صندوق نقوم بإزاحته عن موضعه: لا يوجد فرق بين أن نزيح الصندوق إلى الأمام أولا ثم إلى اليمين أو أن نزيحه في خط مباشر عرضي في الاتجاه الأمامي-اليميني.

## في ميكانيكا الكم
يماثل التراكب في ميكانيكا الكم التراكب في الميكانيكا الكلاسيكية حيث أن الحالات الكمومية توصف أيضا بدوال موجية. مع ملاحظة أن الدوال الكمومية الموجية ليست «حقيقية» كما هو في الحالة الكلاسيكية. في ميكانيكا الكم يعبر عن تراكب متجهات الحالة بجمع متجهات.
يعبر عن ذلك رياضيا بالصيغة «برا-كيت» Bra-Ket :
{\displaystyle |\psi \rangle =\sum \limits _{i=1}^{n}c_{i}|\varphi _{i}\rangle }
تلك المعادلة تقول أن الحالة الكلية {\displaystyle |\psi \rangle }
تتكون من تراكب عدة حالات {\displaystyle |\varphi _{i}\rangle } وتصفها تماما. وهي لذلك تسمى «تراكب الحالة». فإذا كانت تلك الحالات {\displaystyle |\varphi _{i}\rangle } موحدة فيما بينها فتعطي مربعات القيم {\displaystyle |c_{i}|^{2}} «المطالات المحتملة» {\displaystyle c_{i}} ، أي تعطي أحتمال الحصول على نتيجة القياس في الحالة التي تخصها.

## في الكهرباء
ينطبق مبدأ التراكب على التيار الكهربائي وعلى الجهد. كما ينطبق على حسابات التيار المتردد المركبة لحساب التيار المتردد والجهد المتردد. وينطبق المبدأ بصفة عامة على الدوائر الكهربائية فقط المكونة من وحدات تعمل خطيا.

## اقرأ أيضا
- قانون التراكب
- متوازي أضلاع القوى
- تراكب كمي
- مضلع القوى
- متجه
- نظرية التراكب